# 風に向かい歩くように
「風に向かい歩くように」（かぜにむかいあるくように）は、岸本早未の4枚目のシングル。

## 解説
前作から3ヶ月ぶりにリリースされたシングル。
表題曲は4作連続となる、GARNET CROWのAZUKI七作詞、大野愛果作曲作品。タイアップは前作に続きTBS系アニメ『探偵学園Q』のエンディングテーマ。
岸本のシングルの中で唯一、カメラ目線でないジャケットである。

## 収録曲
1. 風に向かい歩くように
作詞:AZUKI七　作曲:大野愛果　編曲:小林哲
2. DOMINO
作詞:岸本早未　作曲:川島だりあ　編曲:岡本仁志
3. AIR MAIL...
作詞:岸本早未　作曲・編曲:岡本仁志
4. 風に向かい歩くように (Instrumental)